# Tlacuiloltécatl Chico
Tlacuiloltécatl Chico är en ort i Mexiko.   Den ligger i kommunen Zongolica och delstaten Veracruz, i den sydöstra delen av landet, 250 km öster om huvudstaden Mexico City. Tlacuiloltécatl Chico ligger 764 meter över havet och antalet invånare är 367.
Terrängen runt Tlacuiloltécatl Chico är varierad. Runt Tlacuiloltécatl Chico är det ganska tätbefolkat, med 222 invånare per kvadratkilometer. Närmaste större samhälle är Cuichapa, 11,1 km norr om Tlacuiloltécatl Chico. I omgivningarna runt Tlacuiloltécatl Chico växer i huvudsak städsegrön lövskog.